# Carex peregrina
Carex peregrina är en halvgräsart som beskrevs av Heinrich Friedrich Link. Carex peregrina ingår i släktet starrar, och familjen halvgräs. Inga underarter finns listade i Catalogue of Life.